# دونس پیدرسن
دونس پیدرسن (دانمارکی: Dynes Pedersen; ۲۶ مهٔ ۱۸۹۳ – ۲۸ دسامبر ۱۹۶۰) ژیمناست هنری اهل دانمارک بود.